# Joseph Esperlin

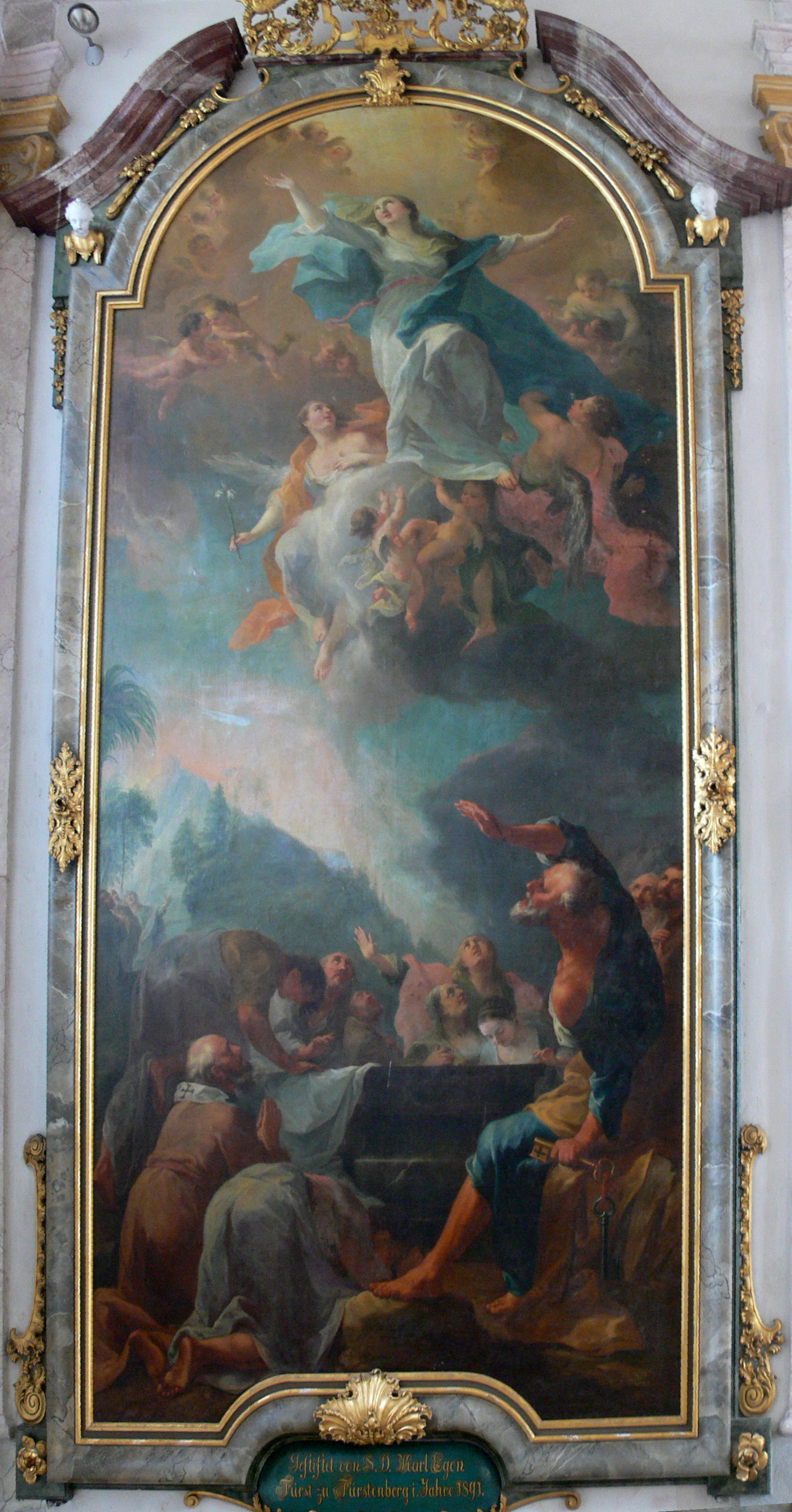
Joseph Esperlin: Himmelfahrt Mariens, 1765, Wallfahrtskirche Baitenhausen

Joseph Esperlin (* 1707 in Degernau bei Ingoldingen; † 12. März 1775 vermutlich in Beromünster) war ein oberschwäbischer Maler des Spätbarock und Rokoko.

## Leben
Joseph Esperlin erlernte die Malerei beim Riedlinger Maler Joseph Ignaz Wegscheider und Francesco Trevisani in Rom. Ab 1740 war er in Biberach tätig, von 1747 bis 1753 in Scheer, vermutlich seit 1755 in Basel. Von Biberach und Scheer aus malte er überwiegend im Dienste der Kirche Altarbilder, Fresken in ganz Schwaben. Danach fertigte er vor allem für private Auftraggeber (insbesondere die Patrizierfamilien des Basler Daigs) Ölbilder und Fresken mit antik-mythologischen Sujets, sowie Porträts.

## Kirchliche Werke (Auswahl)
- Pfarrkirche St. Nikolaus in Scheer: Stuck und Fresken, sowie Altarbilder; 1747/53
- Stadtpfarrkirche Hl. Kreuz, Offenburg: Hochaltarbild
- Stiftskirche St. Leodegar, Schönenwerd: Altarbilder „Taufe Jesu“ (1774, eines der letzten Werke Esperlins) sowie „Geburt Jesu“ (Entwurf, Ausführung Domenico Corvi)
- Stadtkirche St. Johann, Donaueschingen: Hochaltarbild
- Kapelle in Zweifelsberg bei Biberach: Altarbild
- Pfarrkirche St. Alban, Burgrieden: mehrere Altarbilder und -aufsätze, 1741
- Stadtpfarrkirche Biberach: Muttergottes, Salvator Mundi, 1742; 12 Apostelbilder, um 1744/45
- St. Ursenkathedrale Solothurn: Kuppelfresken und zwei Altarbilder (1770 und 1773)
- Schlosskirche Heiligenberg (heute in der Wallfahrtskirche von Baitenhausen bei Meersburg): Altarbild „Himmelfahrt Mariens“, 1765
- Haus zum Raben, Basel: Fresko „Verherrlichung der Tugenden und Sturz des Lasters“, 1766